# Aurelius Victor
Sextus Aurelius Victor (* um 320; † um 390) war ein spätantiker römischer Geschichtsschreiber.

## Leben
Victor stammte aller Wahrscheinlichkeit nach aus einer der nordafrikanischen Provinzen des römischen Reichs. Trotz seiner Herkunft aus einfachen Verhältnissen erhielt er – wohl in seiner Heimat – eine sehr gute Ausbildung. Später siedelte er wohl nach Rom über, wo er vermutlich juristische Studien trieb. In der Folgezeit machte er in der Reichsverwaltung Karriere.
In der Stadt Sirmium in Pannonien war er wohl in der Kanzlei des dortigen Provinzstatthalters tätig. Er war kein Christ, sondern hielt an den alten Kulten fest und wurde von dem ebenfalls nicht-christlichen Kaiser Julian gefördert. Julian machte ihn 361 zum Statthalter der Provinz Pannonia Secunda, deren Hauptstadt Sirmium war, und verlieh ihm konsularischen Rang; spätestens damals muss er in den Senatorenstand aufgenommen worden sein. Der Tod Julians 363 bedeutete für Victor wohl einen Rückschlag; vielleicht schon damals, aber spätestens 365 verlor er sein Amt.
Über seine Tätigkeiten in den folgenden Jahrzehnten ist nichts bekannt; er taucht in der Geschichtsschreibung erst etwa ein Vierteljahrhundert später wieder auf: der christliche Kaiser Theodosius I. ernannte ihn 388 zum Stadtpräfekten von Rom, doch übte er dieses hohe Amt nur bis 389 aus. Vermutlich ist er kurz danach gestorben.

## Kaisergeschichte
Victor schrieb 360/361 das Werk Historiae abbreviatae, das in der Neuzeit als Liber de Caesaribus oder Caesares bekannt wurde. Es behandelt knapp die römische Kaisergeschichte von Augustus bis Constantius II. und ist das einzige erhaltene Werk Victors. Die Historiae abbreviatae bieten trotz ihrer Kürze wichtige Nachrichten über das dritte und das vierte Jahrhundert. 
Auffällig sind Victors Gewohnheit, die beschriebenen Persönlichkeiten nach ihrem Bildungsstand zu beurteilen, seine lebhafte Abneigung gegen die Übermacht des Militärs und das (mutmaßlich auf tiefe Missbilligung zurückzuführende) Verschweigen der Rolle des Christentums und der Kirche. Victor zeigt eine starke Neigung zu moralischen Bewertungen und nutzt dabei die historischen Beispiele zur Veranschaulichung allgemeiner Grundsätze. Victor schrieb ein klassizistisches, sehr anspruchsvolles Latein. Dies unterscheidet sein Werk auffällig von anderen spätantiken Breviarien, wie etwa jenem des Rufius Festus. Stilistisch orientierte sich Victor an Sallust und Tacitus (weshalb er auch keine reinen Biographien schrieb), wobei er die Eigenheiten des Tacitus noch überbot.
Er teilte auch die konservative Grundeinstellung dieser Autoren und übte wie sie scharfe Kritik an von ihm als solche wahrgenommenen Verfallserscheinungen, wobei er den Senat keineswegs verschonte. So warf er den Senatoren vor, es sei ihre eigene Schuld, um die Mitte des 3. Jahrhunderts endgültig entmachtet worden zu sein: Sie zögen ein bequemes, sicheres Leben in der Bedeutungslosigkeit vor, während sie zuließen, dass „Barbaren“ (gemeint sind hier allgemein Soldaten) die Kaiser bestimmten.
Victor führte eine zeitliche Unterteilung der römischen Kaisergeschichte ein, die teilweise bereits die in der Neuzeit übliche vorwegnahm: erst julisch-claudische und flavische Dynastie, dann Adoptivkaiserzeit und Severer, dann ab Maximinus Thrax die Soldatenkaiserzeit, schließlich Dominat ab 282/284. Die Severer – Landsleute Victors aus den nordafrikanischen Provinzen, gentis nostrae – werden positiv gesehen (auch Caracalla); mit dem Ende dieser Dynastie beginnt für Victor der Niedergang, für den er die Soldatenkaiser verantwortlich macht. Seine Quellen waren vor allem heute verlorene Werke: wahrscheinlich die bis Elagabal reichenden Kaiserbiographien des Marius Maximus und für die Folgezeit die Enmannsche Kaisergeschichte. Die Werke von Sueton und Tacitus hat er, wie gesagt, gekannt, aber möglicherweise nur indirekt (über eine verlorene Zwischenquelle bzw. Zusammenfassung) benutzt.
Justin Stover und George Woudhuysen haben in ihrer 2023 publizierten Studie The Lost History of Sextus Aurelius Victor für eine radikale und nicht unumstrittene Neubewertung Victors plädiert. Dieser habe ihrer Ansicht nach eine weitere, weitaus umfangreichere Kaisergeschichte von Augustus bis Julian geschrieben, die aber nicht erhalten ist. Dieses Werk habe vielen nachfolgenden Geschichtsschreibern als eine wichtige Quelle gedient, darunter dem anonymen Autor der Historia Augusta. Allerdings sind mehrere ihrer Annahmen durchaus angreifbar und nicht immer überzeugend.

## Corpus Aurelianum
Noch in der Spätantike wurde Victors Kaisergeschichte mit zwei anonymen Schriften verbunden, der Origo gentis Romanae (Ursprung des römischen Volkes), die die sagenhafte Vorgeschichte der Gründung Roms schildert, und De viris illustribus urbis Romae (Über die berühmten Männer der Stadt Rom), einer Darstellung der römischen Geschichte bis zum Ende der republikanischen Zeit in Form von 86 Kurzbiographien. Alle drei Werke zusammen bieten einen Überblick über die gesamte römische Geschichte bis um 360 n. Chr. und bilden das sog. Corpus Aurelianum, das zu Unrecht als Ganzes Victor zugeschrieben wurde.
Die Origo hat einigen Wert als Quelle für die Geschichte der römischen Mythologie, zumal da in ihr verlorenes Schrifttum verwertet ist. De viris illustribus ist eine sprachlich anspruchslose Zusammenfassung des Inhalts einer heute verlorenen Vorlage, vermutlich der Biographiensammlung des Hyginus. Unter die „berühmten Männer“ sind auch militärische Versager, Aufrührer und äußere Feinde Roms eingereiht.

## Epitome de Caesaribus
Im Zeitraum zwischen 395 und 408 hat ein unbekannter nicht-christlicher Autor eine knappe Darstellung der Kaisergeschichte von Augustus bis zum Tod des Kaisers Theodosius des Großen (395) verfasst, wobei er Material aus Victors Werk mit Nachrichten aus anderen, heute teils verlorenen Quellen zusammenstellte. Dieses anspruchslose Werk ist unter der (nicht authentischen) Bezeichnung Epitome de Caesaribus bekannt. Es wird oft unzutreffend als Kurzfassung von Victors Kaisergeschichte bezeichnet, obwohl nur ein relativ geringer Teil seines Materials von dort übernommen ist.

## Rezeption
Victors Kaisergeschichte war nach Ansicht der überwiegenden Mehrheit der Gelehrten eine der Quellen der Historia Augusta (womit für diese ein terminus post quem festliegt). Möglicherweise hat auch Ammianus Marcellinus, der Victor schätzte, in den verlorenen Partien seiner um 400 entstandenen Historien aus ihr geschöpft. Der Kirchenvater Hieronymus wollte sich nach Ausweis eines Briefes ein Exemplar verschaffen. Ansonsten war aber die Nachwirkung sehr gering, denn das sprachlich und stilistisch anspruchsvolle Werk Victors wurde von der simpleren Epitome de Caesaribus verdrängt, worin sich das Vorherrschen eines Bedürfnisses nach elementarer Faktenkenntnis in der Spätantike zeigt. Im Mittelalter war Victors Kaisergeschichte so gut wie unbekannt; sie ist nur in zwei humanistischen Handschriften erhalten. Die mittelalterlichen Geschichtsschreiber hielten die Epitome de Caesaribus für ein Werk Victors.
Die Schrift über die berühmten Männer ist auch unabhängig vom Corpus Aurelianum handschriftlich überliefert. Sie erlangte im 14. und 15. Jahrhundert große Beliebtheit bei den Humanisten, die – Angaben in der handschriftlichen Überlieferung folgend – meinten, Auszüge aus dem Geschichtswerk des Livius vor sich zu haben, als deren Urheber sie den jüngeren Plinius annahmen; rund zweihundert Handschriften aus dieser Zeit sind erhalten.
Die Schrift über den Ursprung der Römer ist hingegen nur in jenen zwei humanistischen Handschriften erhalten, die auch Victors Werk überliefern. Der berühmte Historiker Barthold Georg Niebuhr erklärte diese Origo gentis Romanae 1827 zu Unrecht für eine Fälschung eines Renaissance-Humanisten.
Die erste Ausgabe des gesamten Corpus Aurelianum besorgte Andreas Schott 1579 in Antwerpen.

## Ausgaben und Übersetzungen
- Harold W. Bird (Hrsg.): Liber De Caesaribus of Sextus Aurelius Victor. Translated Texts for Historians. Liverpool University Press, Liverpool 1994, ISBN 0-85323-218-0 (englische Übersetzung mit ausführlichem Kommentar und guter Einleitung, aber auch mit einigen typographischen Fehlern).
- Kirsten Groß-Albenhausen und Manfred Fuhrmann (Hrsg. und Übers.): S. Aurelius Victor, Die römischen Kaiser. Liber de Caesaribus. 2. Aufl., Wissenschaftliche Buchgesellschaft, Darmstadt 2002, ISBN 3-534-13664-0.
- Franz Pichlmayr (Hrsg.): Sexti Aurelii Victoris Liber de Caesaribus. Praecedunt Origo gentis Romanae et Liber de viris illustribus urbis Romae; subsequitur Epitome de Caesaribus. Leipzig 1911; mehrmals nachgedruckt, zuletzt Teubner, Stuttgart 1993, ISBN 3-8154-1108-4.
- Carlo Scardino, Mehran A. Nickbakht: Aurelius Victor. Historiae Abbreviatae. Paderborn 2021 (Kleine und fragmentarische Historiker der Spätantike B 2), ISBN 978-3-506-70275-3 (Einleitung, Text und Übersetzung im Open Access: Link)
- Markus Sehlmeyer (Hrsg. und Übers.): Origo Gentis Romanae. Die Ursprünge des römischen Volkes. Wissenschaftliche Buchgesellschaft, Darmstadt 2004, ISBN 3-534-16433-4.